# Шляхтин, Эраст Эрастович
Эраст Эрастович Шляхтин (1886—1973) — участник Белого движения на Юге России, полковник Генерального штаба.

## Биография
Из дворян Донской области, казак станицы Гундоровской. Сын генерал-майора Эраста Алексеевича Шляхтина.
Окончил Донской кадетский корпус (1904) и Михайловское артиллерийское училище (1907), откуда выпущен был хорунжим в лейб-гвардии 6-ю Донскую казачью батарею. Произведен в сотники 18 апреля 1910 года, в подъесаулы — 6 апреля 1914 года. В 1913 году окончил Николаевскую военную академию по 1-му разряду, был причислен к Генеральному штабу, однако затем, по собственному желанию, вернулся в свою часть.
С началом Первой мировой войны, 3 мая 1915 года вновь причислен к Генеральному штабу с назначением обер-офицером для поручений при штабе Гвардейского корпуса. 1 декабря 1915 года переведен в Генеральный штаб с назначением старшим адъютантом штаба 1-й гвардейской пехотной дивизии и переименованием в капитаны. 12 сентября 1916 года назначен исправляющим должность старшего адъютанта штаба походного атамана при Его Величестве. 31 мая 1917 года назначен и. д. начальника штаба 2-й Кубанской казачьей дивизии, а 15 августа того же года произведен в подполковники. В 1917 году был начальником организационного отделения при штабе донского походного атамана, в декабре был назначен начальником штаба войск Донецкого района.
В Гражданскую войну участвовал в Белом движении. В апреле 1918 года состоял в штабе Донской армии. С 4 мая 1918 года был назначен начальником штаба 3-й Донской дивизии. В том же году был произведен в полковники. С 19 апреля 1919 года назначен помощником начальника штаба 3-й Донской армии. С августа по декабрь 1919 года состоял обер-квартирмейстером 3-го Донского отдельного корпуса. С 25 марта 1920 года назначен помощником начальника штаба 3-й Донской дивизии, затем в штабе Главнокомандующего до эвакуации Крыма.
В эмиграции в Югославии, служил топографом. Состоял членом Общества офицеров Генерального штаба. В годы Второй мировой войны служил в Русском корпусе: в 1943 году состоял адъютантом 3-го батальона 1-го Казачьего полка (в чине обер-лейтенанта), в 1944 году — адъютантом того же полка (в чине гауптмана). После капитуляции корпуса был в лагере Келлерберг. После войны переехал в Марокко, а затем во Францию. Был сотрудником журнала «Военная быль». Умер в 1973 году в Йере. Был женат дважды.

## Награды
- Орден Святого Станислава 3-й ст. «за отличные успехи в науках» (ВП 8.05.1913)
- Орден Святого Владимира 4-й ст. с мечами и бантом (ВП 31.01.1915)
- Орден Святого Станислава 2-й ст. с мечами (ВП 22.05.1915)
- Высочайшее благоволение «за отлично-усердную службу и труды, понесенные во время военных действий» (ВП 1.01.1917)
- старшинство в чине капитана с 24 марта 1913 года (ВП 20.12.1916)